# Bohiń (jezioro)
Bohiń (biał. Богiна, Богiнскае) – jezioro na Białorusi, 28 km na południowy zachód od Brasławia, położone w rejonie brasławskim obwodu witebskiego. Do 1945 roku w powiecie święciańskim województwa wileńskiego.
Jezioro ma kształt wydłużony, z długim ramieniem ciągnącym się w kierunku północnym. Na jeziorze położonych jest osiem wysp, największe to Popowa, Cierenciejka, Horodyszcze i Długa. Jezioro jest zasilane wodami z położonego na północy Jeziora Długiego oraz rzeki Dryświata, do której też one uchodzą.